# Хауэт, Билли
Би́лли Ха́уэт (англ. Billy Howat) — шотландский кёрлингист, спортивный функционер.
В составе мужской сборной Шотландии участник чемпионата мира 1985 (заняли пятое место) и чемпионата Европы 1985 (заняли шестое место). Чемпион Шотландии среди мужчин.
Играл на позиции четвёртого, был скипом команды.
В 2015—2016 был президентом Ассоциация кёрлинга Шотландии («Королевский шотландский клуб кёрлинга», англ. Royal Caledonian Curling Club); до этого несколько лет был президентом кёрлинг-клуба Ayr Curling Club, от которого выступал ранее как кёрлингист.

## Достижения
- Чемпионат Шотландии по кёрлингу среди мужчин: золото (1985)[4].

## Команды
| Сезон   | Четвёртый   | Третий       | Второй     | Первый        | Турниры                      |
| ------- | ----------- | ------------ | ---------- | ------------- | ---------------------------- |
| 1984—85 | Билли Хауэт | Роберт Кларк | Роберт Шоу | Алистер Генри | ЧШМ 1985 · ЧМ 1985 (5 место) |
| 1985—86 | Билли Хауэт | Роберт Кларк | Роберт Шоу | Алистер Генри | ЧЕ 1985 (6 место)            |

(скипы выделены полужирным шрифтом)